# Yeonhui-dong, Incheon
Yeonhui-dong (koreanska: 연희동) är en stadsdel i staden Incheon i Sydkorea, 27 km väster om huvudstaden Seoul. Den ligger i stadsdistriktet Seo-gu.